# Spahria
Spahria is een geslacht van weekdieren uit de klasse van de Gastropoda (slakken).

## Soort
- Spahria minima Risbec, 1928